# Lombosi Jenő
| Lombosi Jenő                              | Lombosi Jenő                                                                                  |
| Kattints az alábbi külső linkek egyikére! | Kattints az alábbi külső linkek egyikére!                                                     |
| ----------------------------------------- | --------------------------------------------------------------------------------------------- |
| Nem található szabad kép.(?)              |                                                                                               |
| külső link · jogvédett                    | Elmentél, köztünk maradsz. Búcsú Lombosi Jenőtől. Új Dunántúli Napló, 2002. 11. 07. 303. szám |

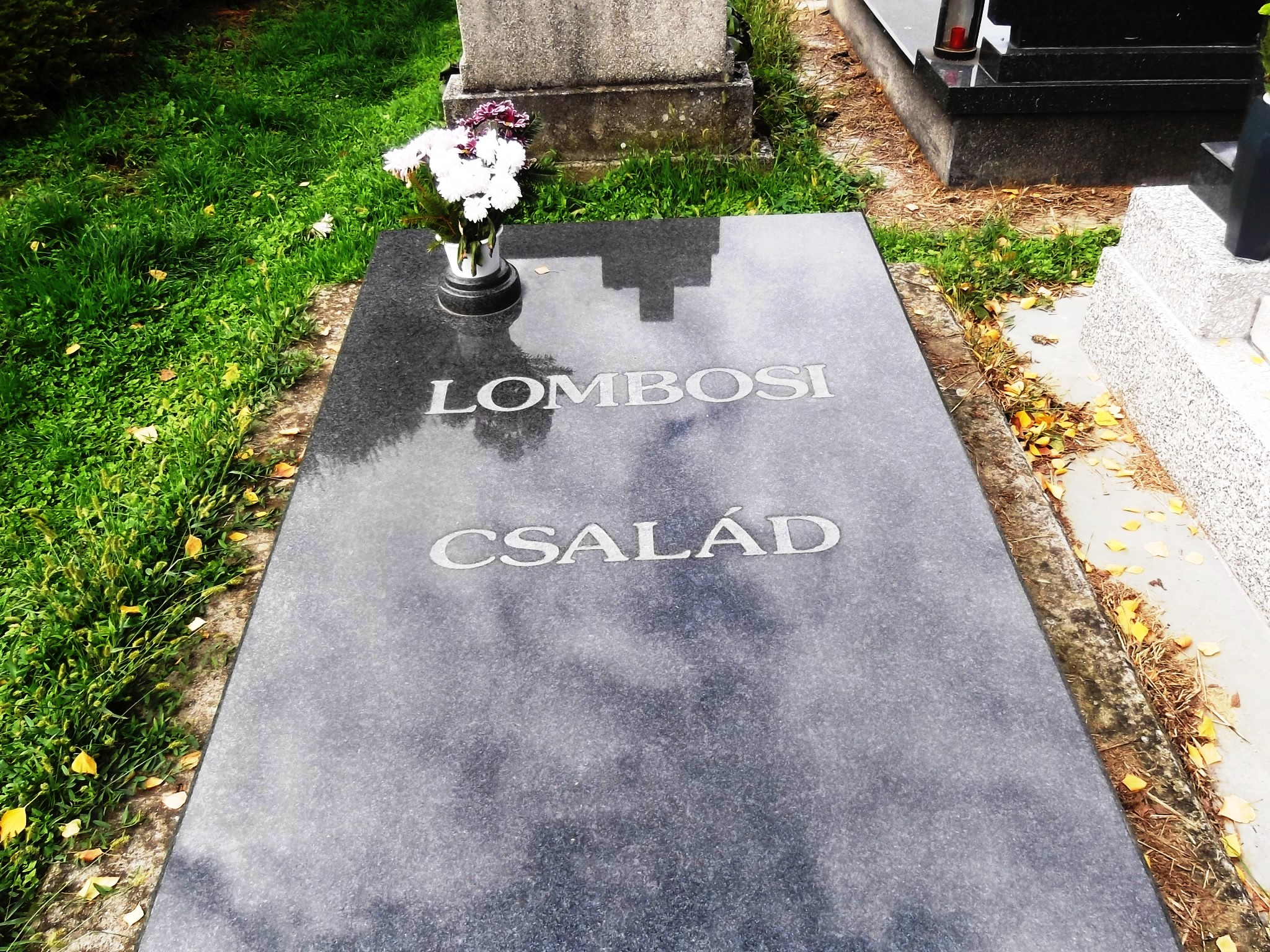
Lombosi Jenő és a Lombosi család sírja a Pécsi Köztemetőben. XI. parcella, XVII. sor, 31. sírhely

Lombosi Jenő (Pécs, 1937. március 19. – Pécs, 2002. november 6.) közgazdász, újságíró, a Dunántúli Napló főszerkesztője.

## Életpályája
Aktív labdarugóként került a  Mecseki Szénbányák újhegyi üzemébe villanyszerelőnek (1956-tól), majd aknásznak Pécsbányán (1960-tól). A Dunántúli Napló/Új Dunántúli Napló munkatársa (1968-tól), gazdaságpolitikai rovatvezető (1974–1982), főszerkesztő-helyettes (1982–1989), főszerkesztő (1989–1996), majd az Axel Springer Magyarország Kft. képviselője az Új Dunántúli Naplónál. Közgazdász diplomáját 1979-ben szerezte meg a Pécsi Tudományegyetem Közgazdaságtudományi Karán. Novellái, irodalmi riportjai az Őszi szivárvány, az Útközben és az Írószemmel című antológiákban jelentek meg. Szerkesztette a DN Zsebkönyvtára kiadványait, részt vett A Springer-lapok története Magyarországon 2000 című kiadvány összeállításában. 1976-tól a Magyar Újságírók Országos Szövetségnek a tagja volt.

## Legfontosabb publikációi
- Békés Sándorral. Pécsbánya. Riportok, portrék, dokumentumok Széchenyi-akna történetéből. TIT Baranya Megyei Szervezete. Pécs, 1977. Könyvszemle. Pécsbánya. [4]
- Baranya megye bemutatkozik. Szerkesztette Erdős Ákossal. Budapest, Lapkiadó Vállalat, 1979
- Ilyen a bányász élete. Szerkesztette Mitzki Ervinnel. A Dunántúli napló zsebkönyvtára. Pécs, 1983
- Rendületlenül: Visszapillantás négy évtized küzdelmeire. Szerkesztette Mitzki Ervinnel és Báling Józseffel. A Dunántúli Napló zsebkönyvtára. Pécs, 1984
- A sombereki Béke Őre Termelőszövetkezet. Kurucz Pállal. TIT Baranya Megyei Szervezete. Pécs, 1985
- Baráti, de számonkérő interjú Mérei Emillel.  A honatya visszatekint. DN Panoráma. – 2. 1989. 4-5. sz.

## Díjai, elismerései
- Munka Érdemrend ezüst fokozata (1976)
- Magyar Lajos-díj (1978) [5]

## Videófelvételek
- Beszélgetés Lombosi Jenővel, a Dunántúli Napló főszerkesztő helyettesével. Reggeli Magazin (1989.06.10.) Pécs TV – Youtube.com, Közzététel: 2022. február 4.